# Борислав Павлов
Борислав Павлов е български футболист, защитник, състезател на ФК Сливнишки герой (Сливница).
През годините се е състезавал за отборите на ПФК ЦСКА (София), ПФК Славия (София), Спартак (Плевен), ПФК Вихрен (Сандански) и Черноморец (Балчик).
През пролетта на 2011 година се присъединява към третодивизионния ФК Сливнишки герой (Сливница) и скоро става основен играч в защитата на отбора. Притежава основен принос за завръщането на сливничани в професионалния футбол, като от есента на 2011 година отборът се състезава в западната „Б“ ПФГ.